# 強棘南麗魚
強棘南麗魚，為輻鰭魚綱鱸形目隆頭魚亞目慈鯛科的其中一種，分布於南美洲巴拉那河流域，體長可達13.4公分，棲息在沙石底質的流動水域，生活習性不明。

## 擴展閱讀
維基物種上的相關：強棘南麗魚